# فرخ شادان

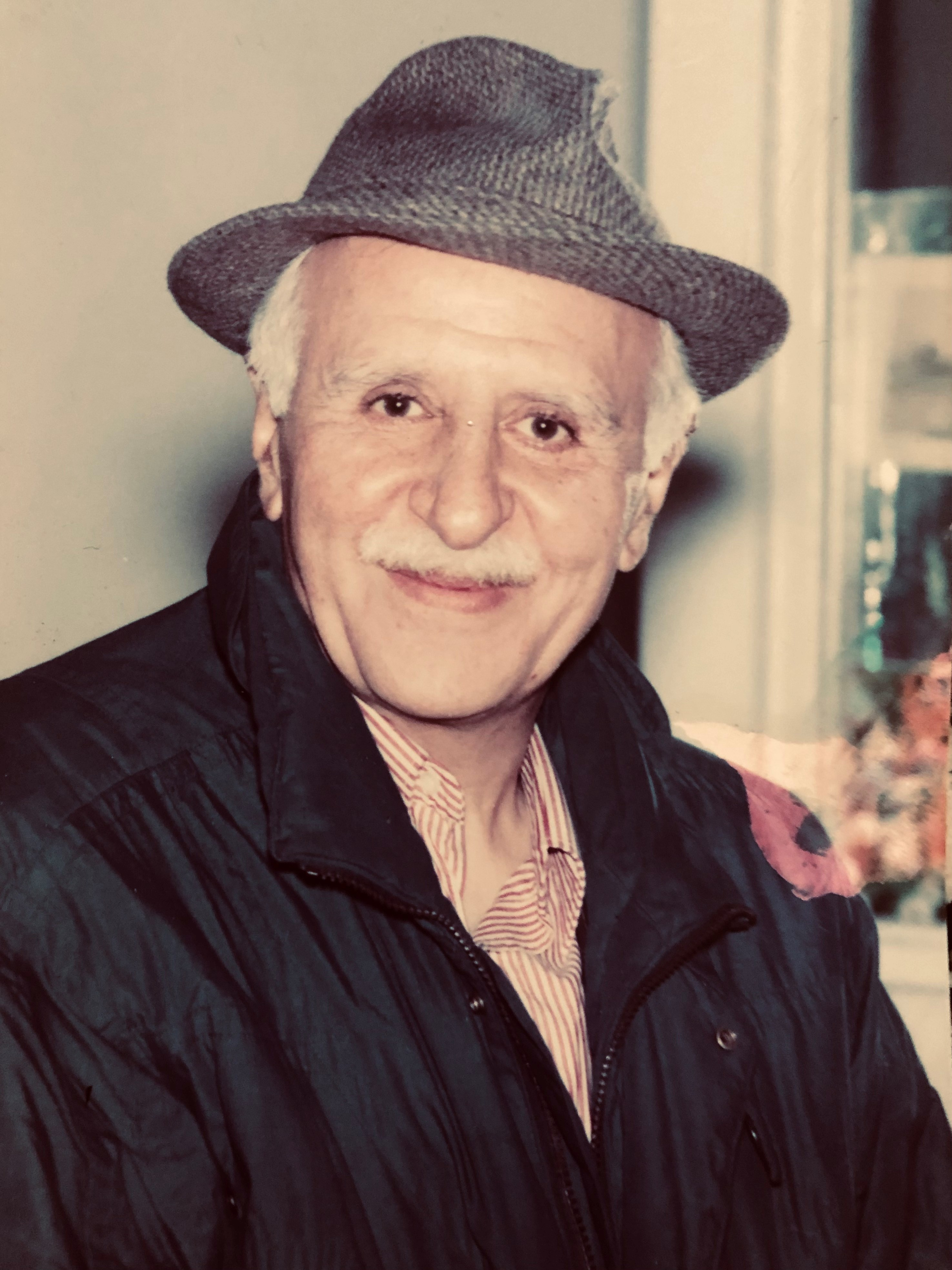
دکتر فرخ شادان

فرخ شادان، متولد سال ۱۳۱۵ شمسی در شیراز است. وی تحصیلات ابتدایی و متوسطه را در شهر تهران گذرانده‌است و در آبان ۱۳۳۹ شمسی از دانشکده پزشکی دانشگاه تهران فارغ‌التحصیل شد. او ادامه تحصیلات را در آمریکا گذراند و در سال ۱۳۴۳ به ایران بازگشت و دستیار رسمی در کارگروه فیزیولوژی دانشکده پزشکی دانشگاه تهران شد. او در سال ۱۳۴۶ استادیار این دانشگاه شد. کتاب فیزیولوژی پزشکی اثر آرتور گایتون از ترجمه‌های اوست که در نخستین جشنواره کتاب سال جمهوری اسلامی ایران، جایزه کتاب سال را دریافت کرد.
همچنین وی در سال‌های تحصیل باتوجه به علاقه اش در موسیقی کلاسیک، به ترجمه و نویسندگی در این زمینه پرداخت و مبانی پایه موسیقی ائم از تئوری موسیقی، هارمونی و کنترپوان را به صورت خودآموز در شیکاگو و در ایران نزد اساتید موسیقی آن دوره چون امانوئل ملیک اصلانیان گذراند. از آثار پژوهشی وی در نویسندگی و ترجمه می‌توان به مجموعه مقالات آنتوان بروکنر(مجله موسیقی شماره ۷۵)، مجموعه مقالات آنتونین دورژاک (مجله موسیقی شماره۷۷)، تایتان نخستین سمفونی گوستاو مالر (مجله موسیقی شماره۷۰–۷۶) و سمفونی دوم سیبلیوس (مجله موسیقی بهمن ۱۳۴۱ شماره ۷۳) اشاره کرد.